# جک هنلی
جک هنلی (انگلیسی: Jack Henley؛ ۶ دسامبر ۱۸۹۶ – ۲ نوامبر ۱۹۵۸) فیلم‌نامه‌نویس اهل ایالات متحده آمریکا بود.
از فیلم‌هایی که وی در آن‌ها نقش داشته‌است، می‌توان به تومالیو، روابط نزدیک، جنب‌وجوش پر سروصدا، در شیرینی‌فروشی، آهای، پدر! و حالت چطوره؟ اشاره نمود.